# 보리스 카가를리츠키

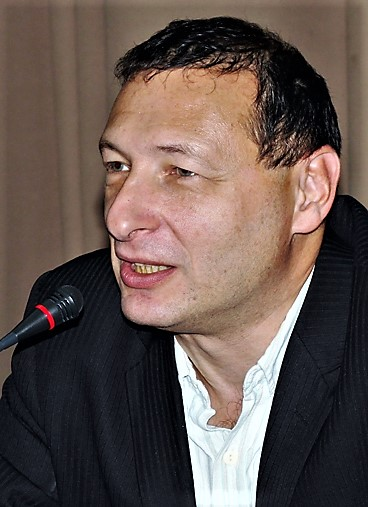

보리스 율리예비치 카가를리츠키(러시아어: Бори́с Ю́льевич Кагарли́цкий, 1958년 8월 29일 ~ )는 러시아의 마르크스주의 이론가, 사회학자다. 소련 및 소련 붕괴 이후의 러시아 연방에서 반체제 인사로 활동했다.